# Quilombo (kommun)
Quilombo är en kommun i Brasilien.   Den ligger i delstaten Santa Catarina, i den södra delen av landet, 1 300 km söder om huvudstaden Brasília. Antalet invånare är 10 251.
Omgivningarna runt Quilombo är en mosaik av jordbruksmark och naturlig växtlighet. Runt Quilombo är det ganska glesbefolkat, med 27 invånare per kvadratkilometer.